# Bulgarian International 2016
Die Bulgarian International 2016 im Badminton fanden vom 6. bis zum 9. Oktober 2016 in Sofia statt.

## Sieger und Platzierte
| Disziplin    | Gold                             | Silber                        | Bronze                         |
| ------------ | -------------------------------- | ----------------------------- | ------------------------------ |
| Herreneinzel | Daniel Nikolov                   | Ben Torrance                  | Matthew Carder                 |
| Herreneinzel | Daniel Nikolov                   | Ben Torrance                  | Ivan Rusev                     |
| Dameneinzel  | Panuga Riou                      | Lydia Cheah Li Ya             | Jordan Hart                    |
| Dameneinzel  | Panuga Riou                      | Lydia Cheah Li Ya             | Alesia Zaitsava                |
| Herrendoppel | Daniel Nikolov Ivan Rusev        | Muhammed Ali Kurt Mert Tunco  | Alex Popov Iliyan Stoynov      |
| Herrendoppel | Daniel Nikolov Ivan Rusev        | Muhammed Ali Kurt Mert Tunco  | Bahadir Kaan Kola Melih Turgut |
| Damendoppel  | Busra Yalçinkaya Fatma Nur Yavuz | Lydia Cheah Li Ya Grace King  | Ronja Stern Chantal Von Rotz   |
| Damendoppel  | Busra Yalçinkaya Fatma Nur Yavuz | Lydia Cheah Li Ya Grace King  | Mihaela Cholakova Eva Toneva   |
| Mixed        | Melih Turgut Fatma Nur Yavuz     | Ben Stawski Lubomira Stoynova | Max Flynn Lydia Cheah Li Ya    |
| Mixed        | Melih Turgut Fatma Nur Yavuz     | Ben Stawski Lubomira Stoynova | Jesper Paul Elina Niiranen     |